# Marinus Viets

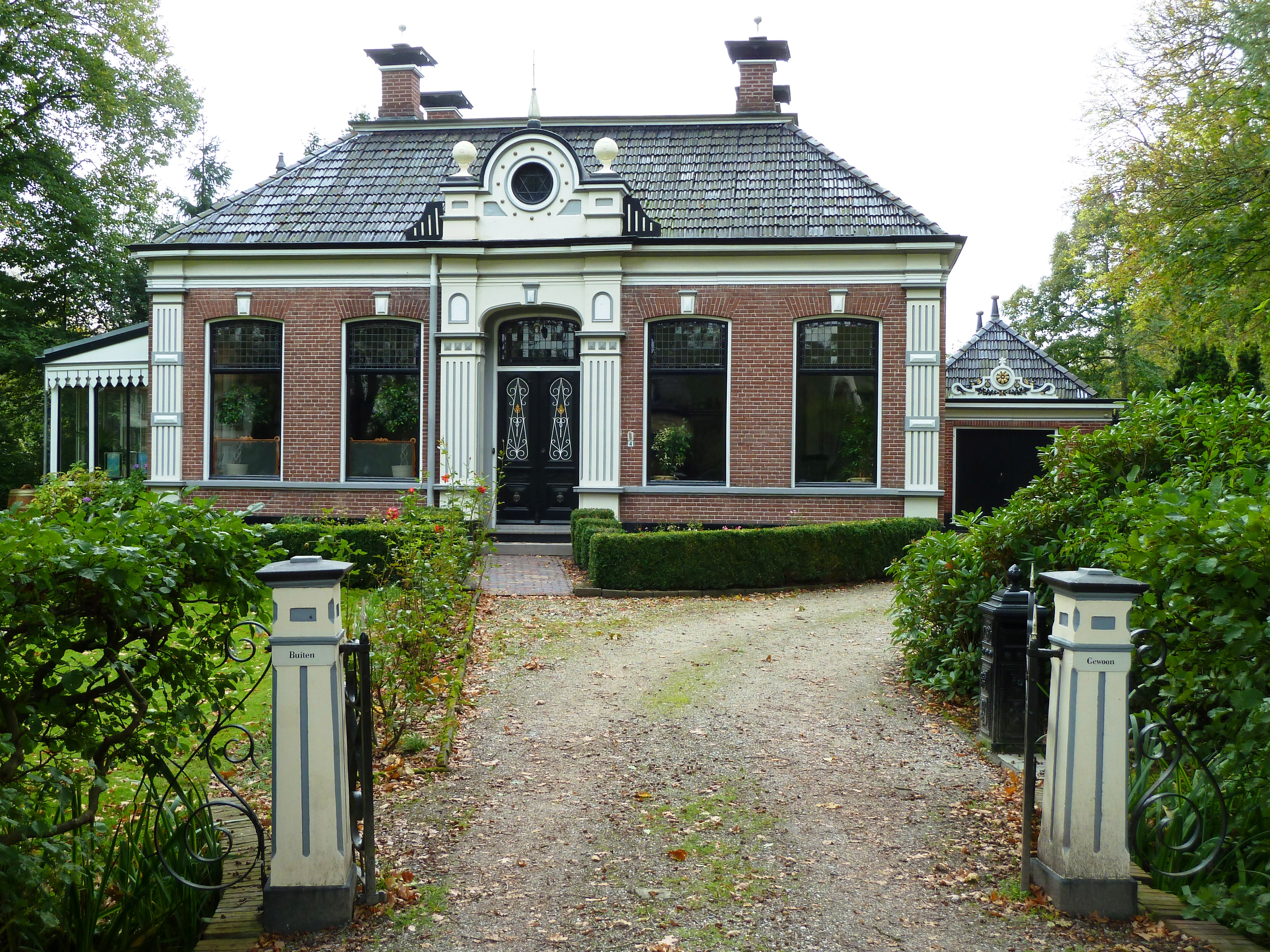
Rentenierswoning (±1890), Zuidhorn (2010)

Marinus Viets (Wageningen, 6 september 1853 – Zuidhorn, 23 maart 1905) was een Nederlandse architect, die vooral in de provincie Groningen werkte. Twee door hem in eclectische stijl ontworpen woningen in Zuidhorn zijn aangewezen als rijksmonument. Viets, zoon van een smid, was de eerste penningmeester van de in 1884 opgerichte afdeling Groningen van de Maatschappij tot Bevordering der Bouwkunst. In februari 1905 werd hij benoemd tot secretaris van het waterschap Westerkwartier. Een maand later is hij op 51-jarige leeftijd te Zuidhorn overleden.

## Werken (selectie)
- ±1875: Woonhuis, Zuidhorn[1]
- ±1890: Rentenierswoning, Zuidhorn[2]